# Numer telefoniczny
Numer telefoniczny – ciąg cyfr identyfikujących abonenta telefonicznego, których wybranie za pomocą urządzeń telekomunikacyjnych (telefon, telefaks, modem) powoduje zestawienie połączenia, przy wykorzystaniu publicznej sieci telefonicznej, z żądanym abonentem (któremu ten numer został przypisany przez operatora telekomunikacyjnego).

## Rodzaje numerów telefonicznych
W publicznej sieci telefonicznej wyróżnia się trzy zasadnicze rodzaje numerów:
- numer (wewnątrz) strefowy (może nie być stosowany, w Polsce był stosowany do grudnia 2005 r.)
  - numer, który należy wybrać w celu uzyskania połączenia z użytkownikiem w tej samej strefie numeracyjnej (tam gdzie jest stosowany), składa się z dwóch nierozdzielnych części:
    - wskaźnika centralowego o liczbie cyfr zależnej od liczby central w danej strefie
    - numeru łącza abonenckiego o liczbie cyfr zależnej od pojemności centrali

- numer krajowy
  - numer, który należy wybrać w celu uzyskania połączenia z użytkownikiem w kraju
  - w sieci stacjonarnej składa się ze wskaźnika międzymiastowego (międzystrefowego) i numeru (wewnątrz) strefowego – części te mogą być nierozdzielne w przypadku zamkniętego planu numeracji
  - w sieci ruchomej i innych, np. sieci przywoławczej, teleinformatycznej, inteligentnej składa się z wyróżnika sieci i pozostałych cyfr numeru – części te są nierozdzielne
  - przy jego wybieraniu może być wymagane poprzedzenie go prefiksem krajowym

- numer międzynarodowy
  - numer, który należy wybrać w celu uzyskania połączenia z użytkownikiem w innym kraju
  - składa się ze wskaźnika (kodu) kraju oraz numeru krajowego
  - przy jego wybieraniu jest wymagane poprzedzenie go prefiksem międzynarodowym
  - ITU zaleca, aby numer międzynarodowy nie zawierał więcej niż 15 cyfr

Istnieją też numery abonenckich usług specjalnych, nie mieszczące się w tej klasyfikacji. Są to głównie numery krótkie, 3-, 4- lub 5-cyfrowe, przypisane usługom typu zegarynka, biuro numerów itp. Skrócone numery wykorzystywane są również do uzyskiwania połączeń ze służbami specjalnymi lub ratunkowymi (pogotowie ratunkowe, policja, straż pożarna itp.).

## Zasady zapisu numerów telefonicznych w tekstach publikowanych przez instytucje i organy Unii Europejskiej
- Numer zawsze podaje się w formacie międzynarodowym
- Międzynarodowy numer kierunkowy poprzedza się znakiem „+” (bez spacji)
- Po międzynarodowym numerze kierunkowym i spacji podaje się pełny numer, w tym regionalny numer kierunkowy (jeżeli istnieje), w jednym bloku:

```
 +33 140633900
```

- Numer wewnętrzny oddzielany jest od głównego numeru łącznikiem. Cyfr numeru wewnętrznego nie rozdziela się, ale podaje w jednym bloku

```
 +32 222020-43657
```

- Można grupować numery telefonów oddzielając je ukośnikiem objętym z obu stron spacjami

```
 +33 140633900 / 140678900 / 140123456
```

- Można również grupować numery w formie skróconej, końcówki numerów rozdziela się ukośnikiem bez spacji, a od numeru głównego oddziela się je łącznikiem podobnie jak numery wewnętrzne

```
 +33 1406339-00/01/02
```

- Podając numer telefonu komórkowego nie należy używać skrótu „GSM” (gdyż jest wiele standardów telefonii komórkowej)

## Sposoby wybierania numeru
Wybierany jest jednak nie numer jako taki, ale:
- dla połączeń zagranicznych:
  - prefiks międzynarodowy – w Polsce „00”
  - wskaźnik (kod) kraju
  - właściwy numer
- dla połączeń wewnątrzkrajowych:
  - właściwy numer (9 cyfr)
- dla połączeń z telefonów komórkowych
  - właściwy numer (9 cyfr wraz z prefiksem).

W Polsce, od 5 grudnia 2005 kod regionu (tj. numer kierunkowy) został włączony w skład właściwego numeru. Spowodowało to zwiększenie liczby wolnych numerów telefonicznych. Od 30 września 2009 przed numerem nie wybiera się prefiksu krajowego (cyfry „0”).

## Wskaźniki międzynarodowe (kody krajów)
Wskaźniki międzynarodowe są przydzielane poszczególnym krajom przez Międzynarodowy Związek Telekomunikacyjny (ITU, z ang. International Telecommunication Union).